# Классификация аварийных происшествий кораблей по последствиям
Классификация аварийных происшествий кораблей (судов) по последствиям — определяется во введении к Руководству по борьбе за живучесть подводной лодки (РБЖ ПЛ) и надводного корабля (РБЖ НК) Военно-морского флота (ВМФ). Основана на государственных нормативных и правовых документах.

## Определения
В применении к кораблям и судам ВМФ, включает следующие классы:
Нештатная ситуация. Выход оборудования и техники за заданные параметры, несанкционированные срабатывания, отказы, эксплуатация в не предусмотренном режиме, не приведшие к снижению боеспособности корабля.
Чрезвычайное происшествие (ЧП). Выход отдельных образцов оборудования и техники из строя, нарушения целостности корпуса корабля, поступления воды, пожары, приведшие к частичной потере боеспособности.
Несчастный случай. Нештатная ситуация или ЧП, приведшие к ранениям или гибели личного состава.
Авария. Обширные отказы систем и комплексов оружия, нарушения целостности корпуса корабля, поступления воды, пожары, приведшие к значительной потере боеспособности или выходу корабля из строя.
Катастрофа. Авария, приведшая к полной потере корабля, сопровождающейся потерями личного состава.
Параллельно классификации по последствиям, используется классификация аварийных происшествий по причинам. При классификации по причинам любое происшествие именуют аварией, с добавлением причины. Например, навигационная авария, технологическая авария, и т. п.

## Другие интерпретации
Как в отраслевых документах, так и в прессе (т. е. в общественном сознании), нет точного следования определениям. Например, происшествие с ПЛ Нерпа 8 ноября 2008 г, являющееся по признакам несчастным случаем в результате ЧП, разные источники именуют и аварией, и катастрофой, и ЧП, а то и смешивают несколько названий.
Если для прессы это объясняется подходом неспециалиста, то в отраслевых документах причина этому — отсутствие связи между разными подходами к классификации и разными их целями. Так, исследование причин продиктовано стремлением предотвратить происшествия, а оценка последствий — определением ущерба.
Наконец, в морском праве существует собственное определение аварии, приспособленное к юридическим целям — прежде всего определению виновных и возмещению ущерба.